# Liste der Ständigen Vertreter Israels bei den Vereinten Nationen in New York
Liste der Ständigen Vertreter Israels bei den Vereinten Nationen in New York:
| #   | Name               | Amtsjahre   | Generalsekretär der Vereinten Nationen         | Israelischer Ministerpräsident          |
| --- | ------------------ | ----------- | ---------------------------------------------- | --------------------------------------- |
| 1   | Abba Eban          | 1949–1959   | Trygve Lie, Dag Hammarskjöld                   | David Ben-Gurion, Mosche Scharet        |
| 2   | Michael S. Comay   | 1960–1967   | U Thant                                        | David Ben-Gurion, Levi Eschkol          |
| 3   | Gideon Rafael      | 1967–1968   | U Thant                                        | Levi Eschkol                            |
| 4   | Yosef Tekoah       | 1968–1975   | U Thant, Kurt Waldheim                         | Levi Eshkol, Golda Meir, Jitzchak Rabin |
| 5   | Chaim Herzog       | 1975–1978   | Kurt Waldheim                                  | Jitzchak Rabin, Menachem Begin          |
| 6   | Jehuda Zvi Blum    | 1978–1984   | Kurt Waldheim, Javier Pérez de Cuéllar         | Menahem Begin, Jitzchak Schamir         |
| 7   | Benjamin Netanjahu | 1984–1988   | Javier Pérez de Cuéllar                        | Jitzhak Schamir, Schimon Peres          |
| 8   | Johanan Bein       | 1988–1990   | Javier Pérez de Cuéllar                        | Jitzchak Schamir                        |
| 9   | Yoram Aridor       | 1990–1992   | Javier Pérez de Cuéllar, Boutros Boutros-Ghali | Jitzchak Schamir                        |
| 10  | Gad Ja’akobi       | 1992–1996   | Boutros Boutros-Ghali                          | Jitzchak Rabin, Schimon Peres           |
| 11  | Dore Gold          | 1996–1999   | Boutros Boutros-Ghali, Kofi Annan              | Benjamin Netanjahu                      |
| 12  | Yehuda Lancry      | 1999–2002   | Kofi Annan                                     | Ehud Barak, Ariel Scharon               |
| 13  | Dan Gillerman      | 2002–2008   | Kofi Annan, Ban Ki-moon                        | Ariel Scharon, Ehud Olmert              |
| 14  | Gabriela Shalev    | 2008–2010   | Ban Ki-moon                                    | Ehud Olmert, Benjamin Netanjahu         |
| 15  | Meron Reuben       | 2010–2011   | Ban Ki-moon                                    | Benjamin Netanjahu                      |
| 16  | Ron Prosor         | 2011–2015   | Ban Ki-moon                                    | Benjamin Netanjahu                      |
| 17  | Danny Danon        | 2015–2020   | Ban Ki-moon                                    | Benjamin Netanjahu                      |
| 18. | Gilad Erdan        | seit 7/2020 | António Guterres                               | Benjamin Netanjahu, Naftali Bennett     |